# Aphaereta minuta
Aphaereta minuta är en stekelart som först beskrevs av Christian Gottfried Daniel Nees von Esenbeck 1811.  Aphaereta minuta ingår i släktet Aphaereta och familjen bracksteklar. Arten är reproducerande i Sverige. Utöver nominatformen finns också underarten A. m. inepta.